# ドS刑事 朱に交われば赤くなる殺人事件
『ドS刑事 朱に交われば赤くなる殺人事件』（ドエスでか しゅにまじわればあかくなるさつじんじけん）は、七尾与史による日本の推理小説。ドS刑事シリーズの第2弾となる。
著者いわく、黒井マヤのドSぶりがより発揮されるという。文庫版のあとがきは著者と同じ第8回『このミステリーがすごい!』大賞出身で著者の友人である中山七里が手がけている。

## 作品あらすじ
人気クイズ番組「クイズマスター」に出演していた瓜生正夫が、喉を一直線に深く切られるという残忍な手口で殺害された。黒井マヤは浜松から呼びつけた相棒の代官山といつもまとわりついている浜田とともに捜査を開始する。
一方、瓜生だけでなく、「クイズマスター」で瓜生を破ったライバルの阿南達郎と麻生弥生に<<敗者に死を>>という封筒が届いていた。阿南と弥生は警察沙汰にすることを避けるため、脅迫状の存在を秘密にしてしまう。しかし、阿南の周りでは喉を切られるという同じ手口で知人が惨殺されていた。
そんな中、阿南がかつて解雇した伊勢谷良美が現れ、嫌がらせをするようになる。阿南は怒りのあまり伊勢谷のアパートを訪れるが、そこで見たのは喉を切られた伊勢谷の母親・花枝であった。
代官山達は伊勢谷花枝がカルト教団である「M教団」に入信し、今回の犯行と同じ手口の「悪魔払い」を信仰していることを突き止める。果たして伊勢谷良美は残忍な事件の犯人なのか。どこへ消えたのか。

## 登場人物

### 警察関係者
代官山脩介
浜松中部警察署強行犯係。今作ではマヤの意向もあり警視庁捜査一課に出向することに。階級は巡査。33歳。
黒井マヤ
警視庁捜査一課所属。階級は巡査部長。25歳。
浜田学
警視庁捜査一課殺人犯捜査第三係。階級は警部補。23歳。
渋谷浩介
警視庁捜査一課殺人犯捜査第三係係長。階級は警部。
飯島昭利
浜松中部警察署強行犯係。階級は警部補。57歳。
神田輝明
静岡県警捜査一課所属。階級は警部。

### 被害者および周辺人物
阿南達郎
学習塾の経営者。「クイズミリオンダラー」で優勝。「クイズアタック」でグランドチャンピオン三回。「クイズファイト」で優勝二回の実績を持つ若きクイズハンター。30歳。
クイズ王という知名度や博学にもかかわらず、学習塾の経営がうまくいっていない。今回の「クイズマスター」の賞金一千万円を頼りにしている。
瓜生正夫
寿司職人。「クイズミリオンダラー」「大陸横断スペシャルクイズ」「アタックワン」で優勝、「クイズゲッター」初代チャンピオンという歴戦のクイズ王。62歳。
「クイズマスター」セミファイナルで阿南との勝負に敗れたあと、脅迫状の通りに惨殺されてしまう。
小城真冬
阿南の学習塾講師。24歳。
麻生弥生
阿南のかつての不倫相手。「クイズマスター」決勝で阿南と対戦することになる。
杉山一郎
経営コンサルタント。阿南の塾のコンサルティングを行っていたが、その際に伊勢谷良美のリストラを提案する。
伊勢谷良美
阿南の学習塾で事務員として働いていたが、タイムカードの不正という言いがかりを付けられ解雇された。
徳永真澄
小学六年の息子を通わせている。所謂モンスターペアレント。准教授である夫の体面のため、息子の偏差値が上がらないことに腹を立て阿南に苛烈な言いがかりをつける。その行動はさらにエスカレートして･･･。
阿南緑子
雑誌記者で阿南の嫁。
阿南清美
阿南の母。古風な価値観を持っていて緑子が仕事を続けることに反対。修復できないほどの亀裂が生じている。
阿南達良
阿南の父。清美ほどではないが緑子が仕事を続けることに反対している。
伊勢谷花枝
伊勢谷良美の母。認知症を患い、良美が看病していたが、瓜生と同じ手口で惨殺。M教団に入信していた。